# Saint-Forget
Pour les articles homonymes, voir Forget.
Cet article possède un paronyme, voir Joachim Son-Forget.
Saint-Forget, parfois appelée Saint-Forget-les-Sablons, est une commune française située dans le département des Yvelines en région Île-de-France.
Ses habitants sont appelés les Féréoliens.

## Géographie

### Localisation
Saint-Forget est située dans le département des Yvelines, à 5 km à l'ouest de Chevreuse, dans la vallée de l'Yvette et la région naturelle du Hurepoix.
Les communes limitrophes sont Saint-Lambert-des-Bois au nord-est, Chevreuse à l'est, Choisel au sud sur à peine 100 mètres, Dampierre-en-Yvelines du sud à l'ouest et Le Mesnil-Saint-Denis au nord-ouest.
| Le Mesnil-Saint-Denis |              | Saint-Lambert |
|                       | Saint-Forget | Chevreuse     |
| Dampierre-en-Yvelines | Choisel      |               |

### Hydrographie
Le territoire communal est traversé par l'Yvette, affluent de l'Orge et sous affluent de la Seine selon un axe est-ouest

### Voies de communication et transports

#### Réseau routier
La commune est traversée par la route départementale n° 58 (RD 58) qui relie Dampierre-en-Yvelines, à l'ouest, à Chevreuse et la route départementale n° 906 (RD 906), à l'est, ainsi que par la route départementale n° 91 (RD 91) qui relie Dampierre-en-Yvelines à Voisins-le-Bretonneux et Versailles vers le nord. Cette dernière est réputée, particulièrement dans le monde du cyclisme, pour être, sur le territoire de Saint-Forget, la route des 17-Tournants, communément appelée côte des 17-Tournants.

#### Desserte ferroviaire
Les gares SNCF les plus proches sont celles du terminus du   Saint-Rémy-lès-Chevreuse et de La Verrière (ligne de Paris-Montparnasse à Brest) distante de 8 km.

#### Desserte routière
La commune est desservie par les lignes 39.003, 39.103, 39.17, 39.27 et 39.35A du réseau de bus Centre et Sud Yvelines.

### Climat
Pour des articles plus généraux, voir Climat de l'Île-de-France et Climat des Yvelines.
En 2010, le climat de la commune est de type climat océanique dégradé des plaines du Centre et du Nord, selon une étude du CNRS s'appuyant sur une série de données couvrant la période 1971-2000. En 2020, Météo-France publie une typologie des climats de la France métropolitaine dans laquelle la commune est exposée à un climat océanique altéré et est dans la région climatique Sud-ouest du bassin Parisien, caractérisée par une faible pluviométrie, notamment au printemps (120 à 150 mm) et un hiver froid (3,5 °C).
Pour la période 1971-2000, la température annuelle moyenne est de 10,8 °C, avec une amplitude thermique annuelle de 15 °C. Le cumul annuel moyen de précipitations est de 695 mm, avec 11,2 jours de précipitations en janvier et 8,1 jours en juillet. Pour la période 1991-2020, la température moyenne annuelle observée sur la station météorologique la plus proche, située sur la commune de Choisel à 3 km à vol d'oiseau, est de 11,1 °C et le cumul annuel moyen de précipitations est de 709,1 mm,. Pour l'avenir, les paramètres climatiques de la commune estimés pour 2050 selon différents scénarios d'émission de gaz à effet de serre sont consultables sur un site dédié publié par Météo-France en novembre 2022.
| Mois                                  | jan.             | fév.             | mars           | avril         | mai           | juin           | jui.           | août          | sep.         | oct.          | nov.            | déc.             | année      |
| ------------------------------------- | ---------------- | ---------------- | -------------- | ------------- | ------------- | -------------- | -------------- | ------------- | ------------ | ------------- | --------------- | ---------------- | ---------- |
| Température minimale moyenne (°C)     | 1,3              | 1                | 3,1            | 5             | 8,4           | 11,4           | 13,2           | 13            | 10,1         | 7,4           | 4,1             | 1,6              | 6,6        |
| Température moyenne (°C)              | 4                | 4,4              | 7,5            | 10,1          | 13,8          | 17             | 19,2           | 19            | 15,4         | 11,6          | 7,2             | 4,2              | 11,1       |
| Température maximale moyenne (°C)     | 6,7              | 7,7              | 11,9           | 15,3          | 19,2          | 22,6           | 25,1           | 25            | 20,8         | 15,8          | 10,4            | 6,9              | 15,6       |
| Record de froid (°C) date du record   | −14,2 14.01.1979 | −13,5 07.02.1991 | −10,4 13.03.13 | −4,5 15.04.19 | −1 07.05.1997 | 2,2 04.06.1991 | 4,9 19.07.1974 | 4,3 21.08.14  | 1,8 30.09.12 | −4 30.10.1997 | −9,5 24.11.1998 | −10,6 29.12.1996 | −14,2 1979 |
| Record de chaleur (°C) date du record | 15,5 27.01.03    | 18,5 24.02.1990  | 24 29.03.1989  | 28 21.04.18   | 31,6 28.05.17 | 36,4 27.06.11  | 37,5 01.07.15  | 39,5 06.08.03 | 33 05.09.13  | 28,5 03.10.11 | 21 08.11.15     | 16,5 07.12.00    | 39,5 2003  |
| Précipitations (mm)                   | 61,4             | 51,7             | 51,5           | 48,9          | 67,8          | 61,5           | 52,4           | 56,3          | 51,6         | 65,8          | 64,7            | 75,5             | 709,1      |

## Urbanisme

### Typologie
Au 1er janvier 2024, Saint-Forget est catégorisée commune rurale à habitat dispersé, selon la nouvelle grille communale de densité à sept niveaux définie par l'Insee en 2022.
Elle est située hors unité urbaine. Par ailleurs la commune fait partie de l'aire d'attraction de Paris, dont elle est une commune de la couronne,. Cette aire regroupe 1 929 communes,.

### Occupation des solssimplifiée
Le territoire de la commune se compose en 2017 de 91,71 % d'espaces agricoles, forestiers et naturels, 5,23 % d'espaces ouverts artificialisés et 3,07 % d'espaces construits artificialisés.

### Occupation des sols détaillée
Le tableau ci-dessous présente l'occupation des sols de la commune en 2018, telle qu'elle ressort de la base de données européenne d’occupation biophysique des sols Corine Land Cover (CLC).
| Type d’occupation                                                                   | Pourcentage | Superficie (en hectares) |
| ----------------------------------------------------------------------------------- | ----------- | ------------------------ |
| Tissu urbain discontinu                                                             | 0,6 %       | 3                        |
| Terres arables hors périmètres d'irrigation                                         | 27,5 %      | 166                      |
| Prairies et autres surfaces toujours en herbe                                       | 7,1 %       | 43                       |
| Systèmes culturaux et parcellaires complexes                                        | 5,1 %       | 32                       |
| Surfaces essentiellement agricoles interrompues par des espaces naturels importants | 2,7 %       | 16                       |
| Forêts de feuillus                                                                  | 56,8 %      | 342                      |
| Source : Corine Land Cover                                                          |             |                          |

### Hameaux et lieux-dits
La commune est composée de trois hameaux : 
- le Mesnil-Sevin au nord-est sur le plateau entre Le Mesnil-Saint-Denis et Chevreuse, le plus important par son nombre d'habitants,
- la Haute-Beauce au centre, presque attenant à Dampierre-en-Yvelines, où siège la mairie,
- les Sablons au sud-est sur la route entre Dampierre-en-Yvelines et Chevreuse.

### Risques naturels

#### Risques sismiques
La totalité du territoire de la commune de Saint-Forget est situé en zone de sismicité no 1, comme la plupart des communes de son secteur géographique,.
| Type de zone | Niveau                | Définitions (bâtiment à risque normal) |
| ------------ | --------------------- | -------------------------------------- |
| Zone 1       | Sismicité très faible | accélération = 0,4 m/s2                |

#### Autres risques
Le territoire communal peut être confronté à des crues ponctuelles de l'Yvette.

## Toponymie
La paroisse de Saint Forget apparaît dès le XIIIe siècle dans le cartulaire de Notre-Dame de Paris sous l'appellation de « Ecclésia de Sancto Ferreolo ».
Le nom de la localité est attesté sous les formes Sanctus Ferreolus au XIIIe siècle, vers 1250 ; Saint Fargel en 1370 ; Saint Forgetus en 1462.
Saint-Forget est un hagiotoponyme. Forget est une déformation de Ferreolus (Ferréol), « homme de fer », nom porté par deux martyrs du IIIe siècle et par un évêque du VIe siècle.
Il est assez curieux de constater que Ferreol a donné en toponymie des noms aussi divers que Saint-Fargeau, Saint-Forget, Saint-Ferréol ou Saint-Fergeux.

## Politique et administration

### Liste des maires
| Période                                  | Période   | Identité          | Étiquette | Qualité                                                                     |
| ---------------------------------------- | --------- | ----------------- | --------- | --------------------------------------------------------------------------- |
| Les données manquantes sont à compléter. |           |                   |           |                                                                             |
| mars 1965                                | mars 2001 | Jean Créno        | DVD       |                                                                             |
| mars 2001                                | mars 2014 | Françoise Gossare |           | Retraitée de la fonction publique                                           |
| mars 2014                                | En cours  | Jean-Luc Jannin   | DVD       | Cadre 1er vice-président de la CC de la Haute Vallée de Chevreuse (2020 → ) |

## Population et société

### Démographie
L'évolution du nombre d'habitants est connue à travers les recensements de la population effectués dans la commune depuis 1793. Pour les communes de moins de 10 000 habitants, une enquête de recensement portant sur toute la population est réalisée tous les cinq ans, les populations de référence des années intermédiaires étant quant à elles estimées par interpolation ou extrapolation. Pour la commune, le premier recensement exhaustif entrant dans le cadre du nouveau dispositif a été réalisé en 2005.

En 2022, la commune comptait 445 habitants, en évolution de −13,26 % par rapport à 2016 (Yvelines : +2,72 %, France hors Mayotte : +2,11 %).
| 1793 | 1800 | 1806 | 1821 | 1831 | 1836 | 1841 | 1846 | 1851 |
| ---- | ---- | ---- | ---- | ---- | ---- | ---- | ---- | ---- |
| 360  | 344  | 350  | 307  | 311  | 310  | 321  | 351  | 350  |

| 1856 | 1861 | 1866 | 1872 | 1876 | 1881 | 1886 | 1891 | 1896 |
| ---- | ---- | ---- | ---- | ---- | ---- | ---- | ---- | ---- |
| 351  | 346  | 360  | 330  | 316  | 309  | 336  | 318  | 338  |

| 1901 | 1906 | 1911 | 1921 | 1926 | 1931 | 1936 | 1946 | 1954 |
| ---- | ---- | ---- | ---- | ---- | ---- | ---- | ---- | ---- |
| 347  | 340  | 261  | 255  | 249  | 225  | 248  | 222  | 288  |

| 1962 | 1968 | 1975 | 1982 | 1990 | 1999 | 2005 | 2006 | 2010 |
| ---- | ---- | ---- | ---- | ---- | ---- | ---- | ---- | ---- |
| 273  | 235  | 290  | 370  | 458  | 521  | 489  | 484  | 474  |

| 2015 | 2020 | 2022 | - | - | - | - | - | - |
| ---- | ---- | ---- | - | - | - | - | - | - |
| 512  | 450  | 445  | - | - | - | - | - | - |

### Enseignement
La commune est rattachée à l'académie de Versailles.

## Économie
- Exploitations agricoles.

## Culture locale et patrimoine

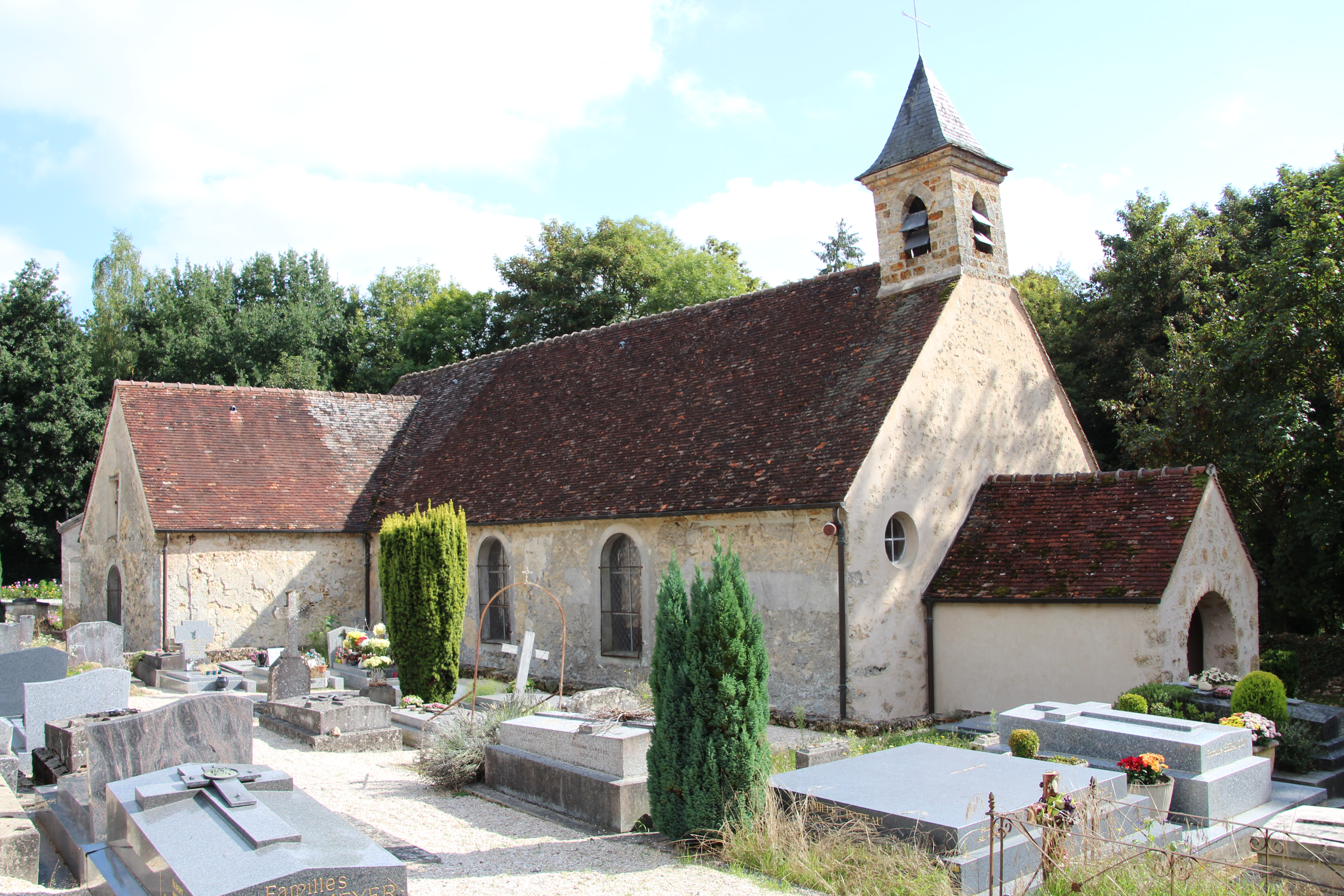
L'église Saint-Ferréol.

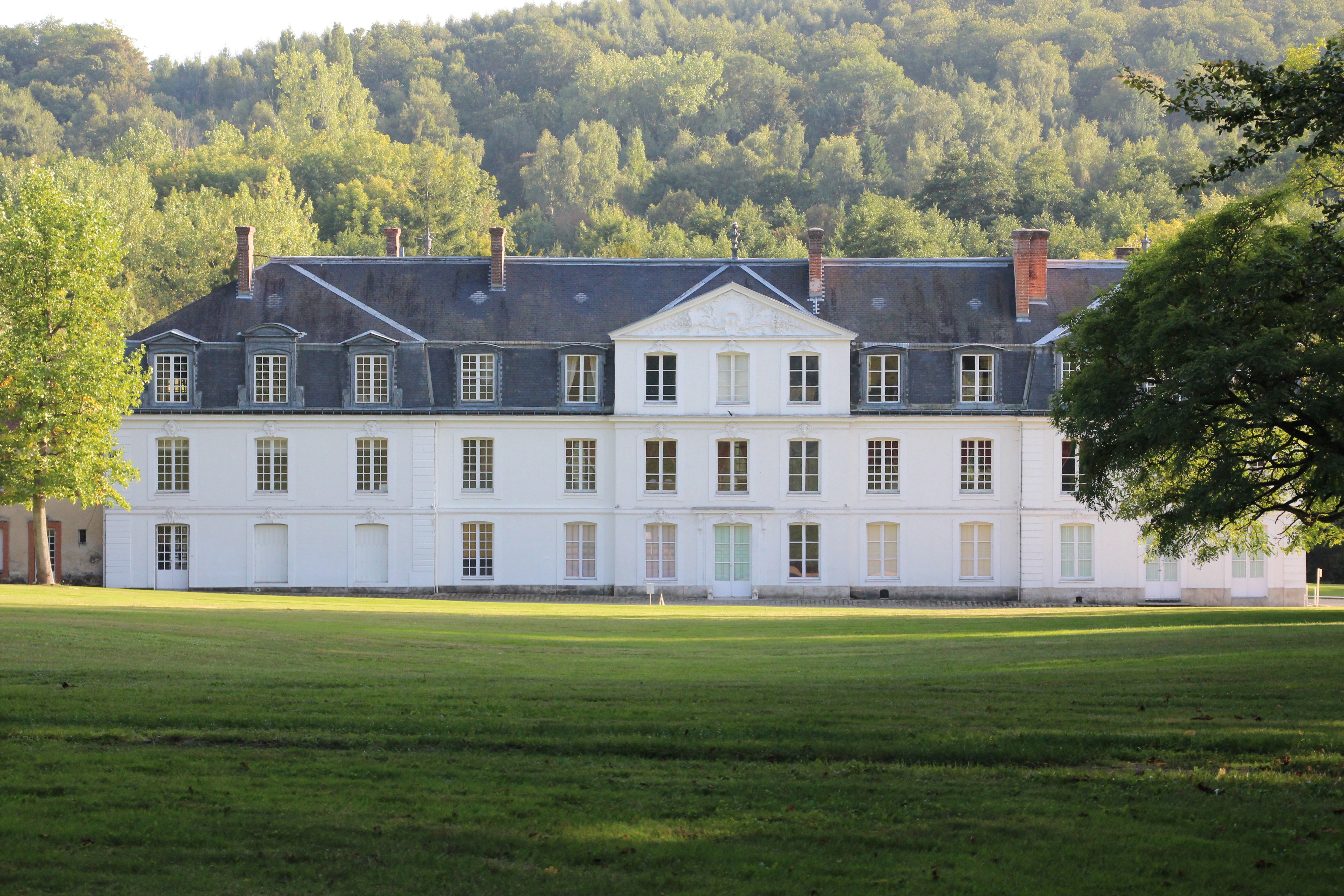
Le château de Mauvières.

### Lieux et monuments
- L'église Saint-Ferréol, également appelée chapelle Saint-Gilles, date du XIIe siècle et réaménagée au XIVe puis au XVIIe et enfin à la fin du XVIIIe siècle. Elle est entourée de son cimetière au milieu duquel on trouve un calvaire du XVe siècle en grès, restauré en 2006, qui présente quatre faces sculptées. La chapelle sud recèle un ensemble assez exceptionnel de peintures murales à fresque de la Renaissance, découvertes en 2003, inscrites aux Monuments historiques, et restaurées. Ces peintures représentent des scènes du Nouveau Testament et de la vie des saints. On a pu les dater d'environ 1539, du fait de la représentation de Louise de Savoie et du connétable de Bourbon en parjure[25]. Elles pourraient être l’œuvre du jeune Antoine Caron[26][27]
- Ruines antiques romaines[réf. nécessaire] à proximité du Mesnil-Sevin, sur la Butte-Ronde.
- Le château de Mauvières, à l'origine maison seigneuriale, date principalement des XVIIe et XVIIIe siècles. Au XIVe siècle, Ramond de la Rivière se vit offrir par le duc d'Anjou, le fief de Mauvières pour avoir repris la cité de Bergerac aux Anglais en 1377 ; il y adjoignit le nom de Bergerac et devint seigneur de Mauvières et Bergerac. En 1582, le domaine devint la propriété du grand-père du mousquetaire-écrivain Cyrano de Bergerac qui y passa une partie de sa jeunesse.
- Lavoir de la Source aux fées.
- La croix de cimetière de Saint-Forget.

### Personnalités liées à la commune
- Savinien de Cyrano de Bergerac.
- Martial Lapeyre, le fondateur de la chaîne de magasins Lapeyre y a vécu.

### Héraldique
| Blason de Saint-Forget | Blason  | D'azur, à un rencontre de cerf crucifère d'or, au chef aussi d'azur chargé de trois tours d'or ouvertes de sable. |
| Blason de Saint-Forget | Détails | Le statut officiel du blason reste à déterminer.                                                                  |